# Храм Диониса (Теос)
Храм Диониса в Теосе (англ. Temple of Dionysos at Teos) — руины древнегреческого храма на территории древнего ионийского города Теос (на западном побережье полуострова Малая Азия); был построен по проекту архитектора Гермогена в период между концом III века и началом II века до н. э. Посвященный покровителю города Дионису, храм был, возможно, разрушен в результате пожара и перестроен в эпоху правления императора Августа.